# Cahuinari
Cahuinari – rzeka w Kolumbii w dorzeczu Amazonki.